# 下石门牌坊
下石门牌坊，位于山西省临汾市翼城县隆化镇下石门村中，建于清道光十六年（1836年）。
1987年8月20日，下石门牌坊公布为翼城县文物保护单位。